# The Lumineers
The Lumineers són un grup de folk rock, format a Denver, Colorado. Els dos membres fundadors i compositors de The Lumineers són Wesley Schultz (cantant, guitarra) i Jeremiah Fraites (bateria, percussió). Schultz i Fraites van començar a escriure i actuar junts a Nova Jersey en 2005. Neyla Pekarek (violoncel, cantant) es va unir al grup en 2010. Stelth Ulvang (piano), i Ben Wahamaki (baix), es van unir al grup com a membres a temps complet en 2012. El seu àlbum debut del mateix nom fou publicat per Dualtone Records el 3 d'abril de 2012, finalment aconseguint la posició 2 en la llista Billboard 200 en gener de 2013. En desembre de 2012, el seu àlbum de debut ha estat certificat com a or als EUA, Regne Unit, Austràlia, Canadà i platinum a Irlanda.
El grup cita un rang divers d'influències incloent Beethoven, Guns N' Roses, Talking Heads, Bruce Springsteen, i "música cinematogràfica una mica estranya i rara."

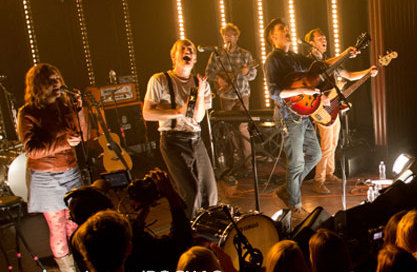
The Lumineers actuant al concert de Rock4G en 2012.

Fraites remarca la simplicitat de l'estil del grup.
| « | No estem reinventant la roda, o fer qualsevol cosa diferent, les cançons són super simples. Les idees mateixes són idees molt simples. Qualsevol que pugui tocar un instrument pot reproduir una cançó de The Lumineers. Crec que hi ha un cert aspecte cinematogràfic de la nostra música que m'agrada molt. | » |

Descripcions de la premsa sobre la música:
| « | L'àlbum debut de The Lumineers és una col·lecció perfectament formada de cançons folklòriques de tipus rústic, que recau entre el renaixement actual d'arrels. On la majoria dels grups d'avui dia busquen aquest so nou, original per millorar la revolució digital, 'The Lumineers' ho pren magníficament per aconseguir la senzillesa. | » |

## Història
A la primavera de 2005, Wesley Schultz i Jeremiah Fraites van començar a col·laborar, escrivint junts i actuant en concerts per Nova York. Originaris de Ramsey, Nova Jersey, més tard es van traslladar a Nova York. Després de lluitar contra la competitiva escena musical de la ciutat i l'alt cost de la vida, els dos van decidir ampliar els seus horitzons. Van portar tot el que tenien, que era més que un parell de maletes de roba i un remolc ple d'instruments musicals i es van dirigir a Denver, Colorado. Allí es van trobar amb Neyla Pekarek després de publicar un anunci per a un violoncel·lista. Van començar a fer concerts en llocs petits amb capacitat de 100 persones als voltants de Denver, escriure cançons, i finalment gravar diverses cançons. A la primavera de 2011, es va signar un acord de gestió amb Onto Entertainment gerents de Christen David Greene i Meinert, després que tots dos veiessin un video en YouTube del grup tocant el seu futur èxit "Ho Hey" en un petit apartament. Onto va dirigir els diners del grup per gravar un àlbum de llarga durada a Seattle en Bear Creek Studio amb el productor Ryan Hadlock (barrejat a Los Angeles per Kevin Augunas en Fairfax Studio).

### 2011–12: Àlbum debut

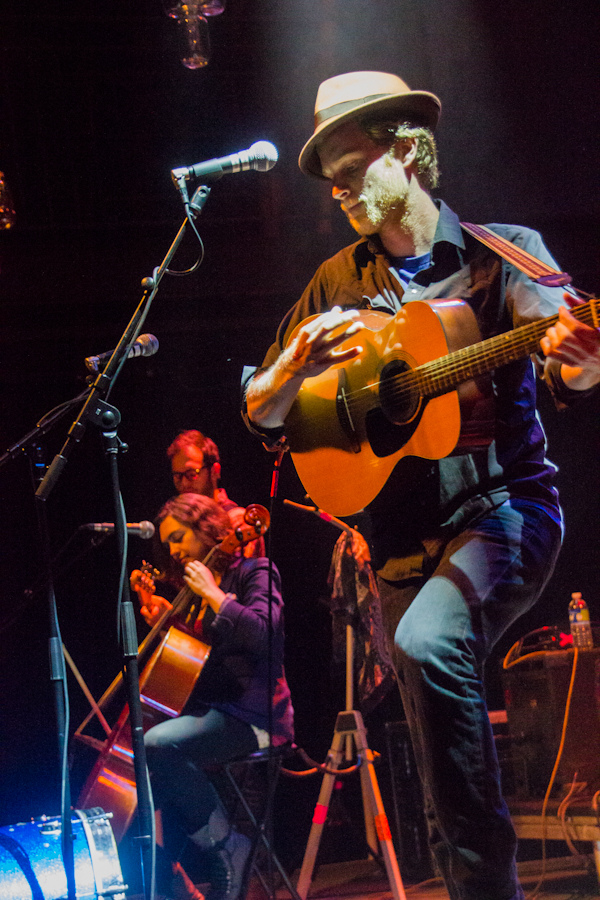
Al 9:30 Club de Washington, D.C. el 2 d'agost de 2012; en gira amb Old Crow Medicine Show. Wesley Schultz en la guitarra acústica (dreta), Neyla Pekarek al violoncel (esquerra).

Al desembre de 2011, la qual cosa seria el primer senzill del grup, "Ho Hey", va ser utilitzat en el final de temporada de Hart of Dixie. Això va fer començar un rumor nacional en els mitjans socials. El gener de 2012, John Richards, el programa matuiner de DJ en KEXP-FM a Seattle, va descobrir "Ho Hey" en un munt de nous cds que havia rebut, va reproduir dues vegades seguides al dia durant una setmana, i ho va qualificar com la millor cançó de 2012. WXPN Philadelphia/ NPR després va fer un reportatge sobre el grup en la seva "World Cafe: Next" del programa. El grup va passar per les grans discogràfiques per signar un acord amb el segell independent Dualtone Records aquell mateix mes. L'àlbum va ser llicenciat a continuació, en termes similars a Dine Alone Records a Canadà, la inèrcia a Austràlia, i Decca Records per a la resta del món.
El disc The Lumineers va ser publicat el 3 d'abril de 2012 per Dualtone Records. La popularitat del grup va continuar construint-se en 2012 amb entrades esgotades i ressenyes favorables amb The Bears Of Blue River i altres grups americans, i el seu àlbum debut va ser a la posició màxima 2 de la llista d'àlbums Billboard 200.
El 14 de juny de 2012, el primer senzill de l'àlbum "Ho Hey" va debutar en la posició 90 en la llista Billboard Hot 100, la seva primera cançó a fer-ho. "Ho Hey" va arribar més tard a la posició 3 en el Hot 100, com el primer senzill Top 5 del grup, i fins a desembre de 2012, el senzill va vendre més de 2 milions de còpies, arribant al primer senzill de Double Platinum. El 23 de juny, l'èxit de "Ho Hey" va arribar al Núm.1 a la ràdio comercial Triple A, on va estar 8 setmanes, i el 17 de setembre la cançó va arribar al número #1 en la llista de l'Alternative Radio durant dos setmanes. "Ho Hey" va arribar al #1 en US Hot AC en desembre de 2012, i #2 en el US Top 40, el que el converteix en la millor trajectòria d'un segell independent en la història de les llistes. "Ho Hey" també va tenir gran èxit a nivell internacional, arribant al #1 en el Canadian Alternative radio chart i #17 en les vendes senzills del Canadian Hot 100. També va arribar a la posició 8 en el United Kingdom, convertint-se en el seu primer Top 10 allà.
En octubre de 2012, Spotify va anomenar a "Ho Hey" com la cançó més compartida a Manhattan, i la tercera més comuna a Brooklyn. "Ho Hey" també ha estat el tema #1 més tocat als EUA per Spotify, mentre que "The Lumineers" ha estat en el #1 d'àlbum més escoltat per diverses setmanes. En la llista de Spotify al Regne Unit "Ho Hey" és #1, i "The Lumineers" és #2.
Per l'èxit de l'àlbum, Schultz va declarar a American Songwriter que "És molt arbitrari a qualsevol de nosaltres, especialment a Jer, Neyla i jo. .. perquè en realitat mai hem tingut un àlbum d'aquesta manera ... Estic molt emocionat, però també m'ho prenc amb un gra de sal ... Crec que, bàsicament, em sento molt afortunat perquè sé com és el negoci d'inconstant ."
Les actuacions de The Lumineers al nord-est dels EUA es van anunciar en febrer de 2013, i es van esgotar les entrades ràpidament. De la mateixa manera, les gires del grup al Regne Unit, Europa i Austràlia a principis de 2013 van vendre també totes les entrades dels shows, i com a conseqüència, molts shows van ser traslladats a llocs més grans.
El 5 de desembre de 2012, The Lumineers van ser nominats per a dos Grammy Awards per Best New Artist i Best Americana Album. Musicperk.com el va situar en 8/10 citant "Existeix una espurna de singularitat".
Submarines va ser publicat com el tercer senzill en el 30 de juliol de 2013.

### 2013: Deluxe Edition of Debut Album
El 20 d'agost de 2013, the Lumineers va publicar una edició de luxe del seu àlbum del mateix nom. Aquesta edició inclou 5 cançons extra, en 25 minuts d'imatges de vídeo, i un fullet de 28 pàgines.

## Premis i nominacions

### Premis Billboard Music
| 2013 | The Lumineers | Top New Artist  | Nominat |
| 2013 | The Lumineers | Top Rock Artist | Nominat |

### Premis Grammy
| 2013 | The Lumineers | Best New Artist      | Nominat |
| 2013 | The Lumineers | Best Americana Album | Nominat |

## Discografia
- The Lumineers (2012)
- Cleopatra (2016)
- III (2019)